# Noah Atubolu
Noah Atubolu, né le 25 mai 2002 à Fribourg-en-Brisgau en Allemagne, est un footballeur allemand qui joue au poste de gardien de but au SC Fribourg.

## Biographie

### En club
Né à Fribourg-en-Brisgau en Allemagne, Noah Atubolu est formé par le SC Fribourg. Avec l'équipe réserve du club il est promu en troisième division allemande à l'issue de la saison 2020-2021. Le 28 juin 2021, Atubolu prolonge son contrat avec Fribourg et promu en équipe première en tant que troisième gardien, tout en continuant à jouer avec la réserve.

### En équipe nationale
Né et ayant grandi en Allemagne, Noah Atubolu possède également des origines nigériannes. Il peut représenter ces deux nations en sélection.
Atulobu représente l'équipe d'Allemagne des moins de 17 ans de 2017 à 2018 pour un total de sept matchs joués. Avec cette sélection il participe au championnat d'Europe des moins de 17 ans en 2019. Lors de cette compétition organisée en Irlande il ne joue qu'un match, contre l'Autriche (victoire 1-3 de l'Allemagne).
Le 25 mars 2022, Noah Atubolu joue son premier match avec l'équipe d'Allemagne espoirs face à la Lettonie. Il est titulaire ce jour-là, et son équipe l'emporte largement par quatre buts à zéro. Après la rencontre, le sélectionneur des espoirs allemands, Antonio Di Salvo salue la prestation de son joueur.

## Statistiques
Le tableau ci-dessous retrace la carrière de Noah Atubolu depuis ses débuts :

### En club
| Saison                | Club                  | Championnat            | Championnat | Championnat | Coupe(s) nationale(s) | Coupe(s) nationale(s) | Compétition(s) continentale(s) | Compétition(s) continentale(s) | Compétition(s) continentale(s) | Total | Total |
| Saison                | Club                  | Division               | M.          | B.          | M.                    | B.                    | Comp.                          | M.                             | B.                             | M.    | B.    |
| 2020-2021             | SC Fribourg II        | Regionalliga Sud Ouest | 25          | 0           | -                     | -                     | -                              | -                              | -                              | 25    | 0     |
| 2021-2022             | SC Fribourg II        | 3.Liga                 | 31          | 0           | -                     | -                     | -                              | -                              | -                              | 31    | 0     |
| 2022-2023             | SC Fribourg II        | 3.Liga                 | 25          | 0           | -                     | -                     | -                              | -                              | -                              | 25    | 0     |
| Sous-total            | Sous-total            | Sous-total             | 81          | 0           | 0                     | 0                     | -                              | 0                              | 0                              | 81    | 0     |
| 2022-2023             | SC Fribourg           | Bundesliga             | -           | -           | 2                     | 0                     | C3                             | 1                              | 0                              | 3     | 0     |
| 2023-2024             | SC Fribourg           | Bundesliga             | 34          | 0           | 1                     | 0                     | C3                             | 10                             | 0                              | 45    | 0     |
| 2024-2025             | SC Fribourg           | Bundesliga             | 26          | 0           | 1                     | 0                     | -                              | -                              | -                              | 27    | 0     |
| 2025-2026             | SC Fribourg           | Bundesliga             | 0           | 0           | 1                     | 0                     | C3                             | -                              | -                              | 1     | 0     |
| Sous-total            | Sous-total            | Sous-total             | 60          | 0           | 5                     | 0                     | -                              | 11                             | 0                              | 76    | 0     |
| Total sur la carrière | Total sur la carrière | Total sur la carrière  | 141         | 0           | 5                     | 0                     | -                              | 11                             | 0                              | 157   | 0     |

## Palmarès

### En sélection nationale
- Allemagne espoirs (0) :
  - Finaliste du championnat d'Europe espoirs en 2025.